# سونیک خارپشت ۲
سونیک خارپشت ۲ (به انگلیسی: Sonic the Hedgehog 2) یک بازی ویدئویی در سبک سکوبازی است که توسط سونیک تیم توسعه یافته و به‌وسیلهٔ شرکت سگا در نوامبر ۱۹۹۲ برای کنسول سگا جنسیس منتشر شده است. این دومین قسمت از مجموعه بازی‌های سونیک خارپشت به‌شمار می‌رود و همچنین اولین نسخه‌ای است که شخصیت «تیلز» (روباه پرنده دو دم) در آن حضور پیدا کرد. او همراه با شخصیت اصلی بازی یعنی سونیک خارپشت، باید جلوی ضدقهرمان این مجموعه دکتر اگمن را از دزدیدن زمردهای کیاس برای برپایی ایستگاه فضایی خود با نام تخم‌مرغ مرگ بگیرند.
سونیک خارپشت ۲ یک موفقیت مهم تجاری بود. این عنوان توانست بیش از ۶ میلیون نسخه به فروش برساند که آن را به عنوان دومین بازی پرفروش کنسول سگا جنسیس به حساب آورد و پشت سر نسخهٔ اولیه سونیک خارپشت قرار گرفت. از زمان انتشار اولیه این بازی، نسخه‌های مختلفی از این عنوان برای کنسول‌ها و سیستم عامل‌های مختلف عرضه شده است. دو ادامه برای این بازی با عنوان‌های سونیک خارپشت ۳ و سونیک و ناکلز در سال ۱۹۹۴ منتشر شد.

## ویژگی جدید بازی
این بازی همانند نسخهٔ قبلی سونیک ساخته شد. اما تنها تفاوت‌هایش اضافه شدن منوی ساند تست و فرم سوپر سونیک و تقلب‌های جدید به بازی و همچنین یک شخصیت جدید به نام «مایلز تیلز پراور» بود. تیلز یک روباه زرد رنگ کوچکی هست که به خاطر داشتن دو دم می‌تواند پرواز کند. او اولین بار در همین نسخه به طرفداران سونیک معرفی شد. او اولین و صمیمی‌ترین و بهترین دوست و دستیار سونیک هست و وظیفه اش این هست که سونیک را در ماموریت‌هایش برای شکست دادن دکتر اگمن یاری کند و هنگامی که سونیک در چنگ ربات‌های اگمن قرار بگیرد، او را نجات دهد. وجود شخصیتی همانند تیلز بازی را برای گیمرها بسیار راحت‌تر می‌کرد. او تا کنون، تقریباً در همهٔ بازی‌های سونیک حصور داشته و جزء شخصیت‌های کلیدی به حساب می‌آید؛ و به گفتهٔ آقای یوجی ناکا تیلز بهترین و وفادارترین دستیار و دوستی هست که یک شخص قهرمانی مثل سونیک می‌تواند داشته باشد.